# Katedra Najświętszej Marii Panny w Wyłkowyszkach

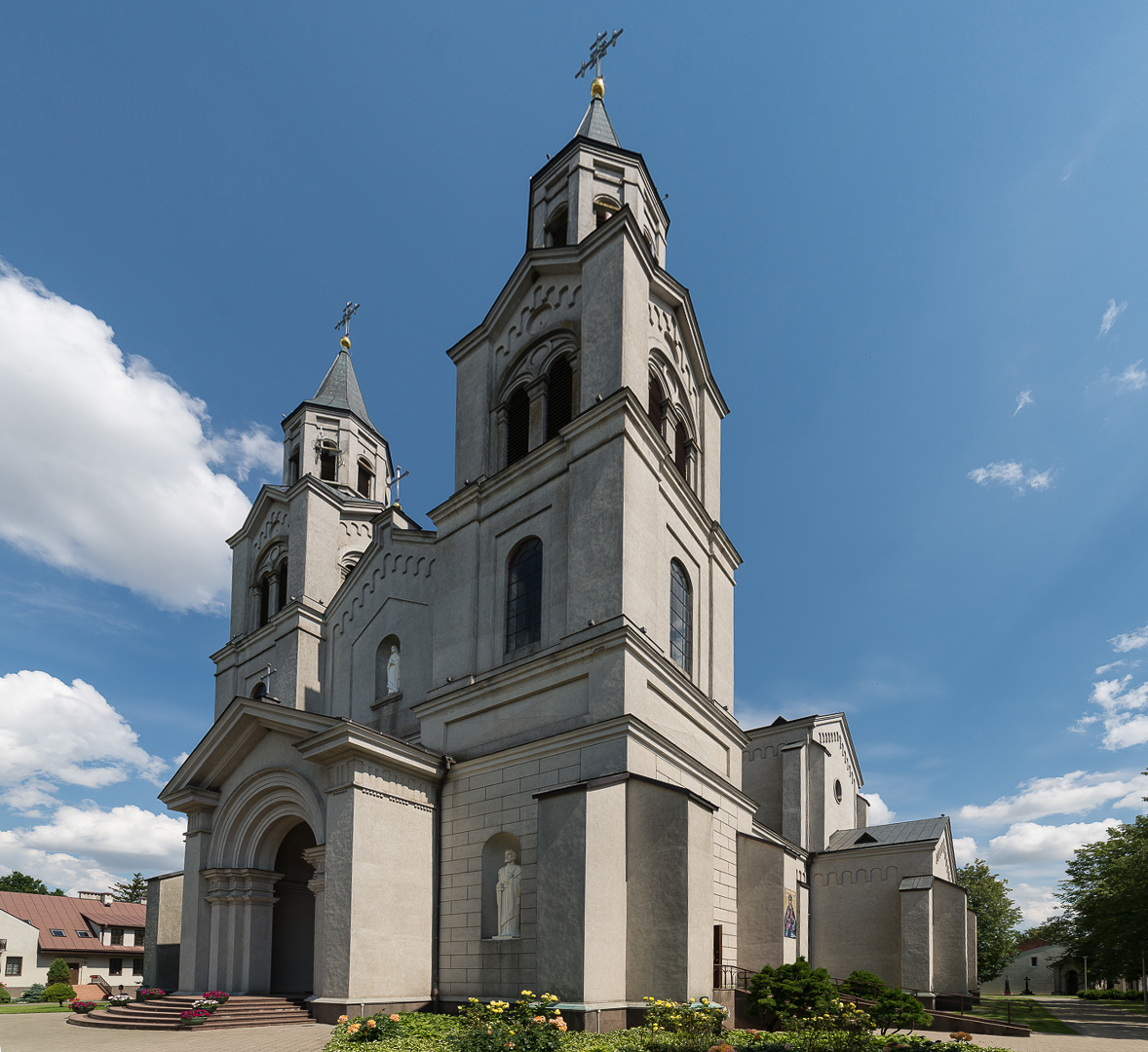
Katedra Najświętszej Marii Panny w Vilkaviškis

Katedra Najświętszej Marii Panny w Wyłkowyszkach (lit. Vilkaviškio Švč. Mergelės Marijos Apsilankymo katedra) – kościół katedralny katolickiej diecezji wyłkowyjskiej znajdujący się w Wyłkowyszkach na Litwie.

## Historia
Pierwszy znany kościół w Wyłkowyszkach wybudował w 1620 Stefan Pac. W 1870 kościół ten był już bardzo zniszczony. Nowy murowany kościół w Wyłkowyszkach w stylu neoromańskim wybudowany został w latach 1870-1881 starniem proboszcza Antoniego Leśniewskiego. Konsekracji kościoła dokonał w 1884 biskup pomocniczy augustowski Józef Hollak. Otrzymał on wezwanie Nawiedzenia Najświętszej Maryi Panny. W 1926 ustanowiono diecezję wyłkowyską. Kościół wyłkowyski został podniesiony do rangi kościoła katedralnego.
Kościół katedralny we względnie dobrym stanie przetrwał czasy II wojny światowej. Nie było jednak zgody władz rosyjskich na przeprowadzenie remontu. Stopniowa dewastacja budynku doprowadziła do jego rozebrania. Z materiału budowlanego pochodzącego z katedry wybudowano dwa budynki mieszkalne, a na miejscu kościoła urządzono skwer.
W 1991 staraniem proboszcza Vytautasa Gustaitisa grupa architektów rozpoczęła odbudowę katedry. Poświęcenia budowy i wbudowania kamienia węgielnego w tym samym roku dokonał biskup Juozas Žemaitis, administrator apostolski diecezji wyłkowyjskiej przy współudziale metropolity kowieńskiego Sigitasa Tamkevičiusa i biskupa poniewieskiego Juozasa Preikšasa.
Przy wsparciu miejscowych parafian, diecezji oraz dobroczyńców zagranicznych budowę ukończono w 1998. Poświęcenia kościoła 11 lipca 1988 dokonał biskup Zemaitis w obecności prezydenta Litwy Valdasa Adamkusa, wielu biskupów z Litwy i innych państw (między innymi biskupa Wojciecha Ziemby) oraz licznego duchowieństwa. W 2003 w katedrze zainstalowano trzy nowe dzwony odlane w Polsce w Ludwisarni Kraszewskich.